# Ross Katz
Ross Katz (Filadelfia, 19 maggio 1971) è un produttore cinematografico, regista e sceneggiatore statunitense.
Come produttore è stato candidato due volte al premio Oscar per i film In the Bedroom e Lost in Translation - L'amore tradotto.

## Biografia
Prima di diventare un produttore, Katz è stato un deejay rock su 94 WYSP FM a Filadelfia. Ha iniziato a lavorare nel mondo del cinema come tecnico per il film di Quentin Tarantino Le iene, successivamente ha svolto uno stage presso la casa di produzione  Good Machine fino a diventare assistente del produttore Ted Hope. È stato Hope ad incoraggiarlo a diventare un produttore. Il suo primo prodotto è stato Trick, uno dei primi film indipendenti ad esplorare le tematiche gay come una commedia romantica.
Assieme a , è stato produttore esecutivo di The Laramie Project, film per la televisione di HBO basato sull'omonima opera teatrale, incentrata sulle reazioni della popolazione di Laramie, cittadina nello stato del Wyoming, all'assassinio del ventunenne Matthew Shepard.
Katz è produttore di due film candidati al premio Oscar al miglior film; In the Bedroom di Todd Field e Lost in Translation - L'amore tradotto di Sofia Coppola. Katz produce anche il successivo film della Coppola Marie Antoinette.
Nel 2009 lavora nuovamente con la HBO e realizza il film TV Taking Chance - Il ritorno di un eroe, di cui è regista, sceneggiatore e produttore esecutivo. Il film TV ha ottenuto tre candidature agli Emmy Awards e ha vinto un Directors Guild of America Award e un Writers Guild of America Award.
Nel 2014 dirige il film Adult Beginners, con Nick Kroll, Rose Byrne, Bobby Cannavale e Joel McHale. Dirige La scelta - The Choice, adattamento cinematografico del romanzo di Nicholas Sparks La scelta, in uscita nel 2016.

## Filmografia

### Produttore
- Trick, regia di Jim Fall (1999)
- In the Bedroom, regia di Todd Field (2001)
- The Laramie Project, regia di Moisés Kaufman (2002)
- Lost in Translation - L'amore tradotto (Lost in Translation), regia di Sofia Coppola (2003)
- Marie Antoinette, regia di Sofia Coppola (2006)
- Taking Chance - Il ritorno di un eroe (Taking Chance), regia di Ross Katz (2009)
- My Dinner with Hervé – film TV, regia di Sacha Gervasi (2018)
- Basso profilo (Down Low), regia di Rightor Doyle (2023)

### Regista
- Taking Chance - Il ritorno di un eroe (Taking Chance) (2009)
- Adult Beginners (2014)
- La scelta - The Choice (The Choice) (2016)

### Sceneggiatore
- Taking Chance - Il ritorno di un eroe (Taking Chance), regia di Ross Katz (2009)